# Dirhinus hesperidum
Dirhinus hesperidum is een vliesvleugelig insect uit de familie bronswespen (Chalcididae). De wetenschappelijke naam is voor het eerst geldig gepubliceerd in 1790 door Rossi.